# Lime (Unternehmen)

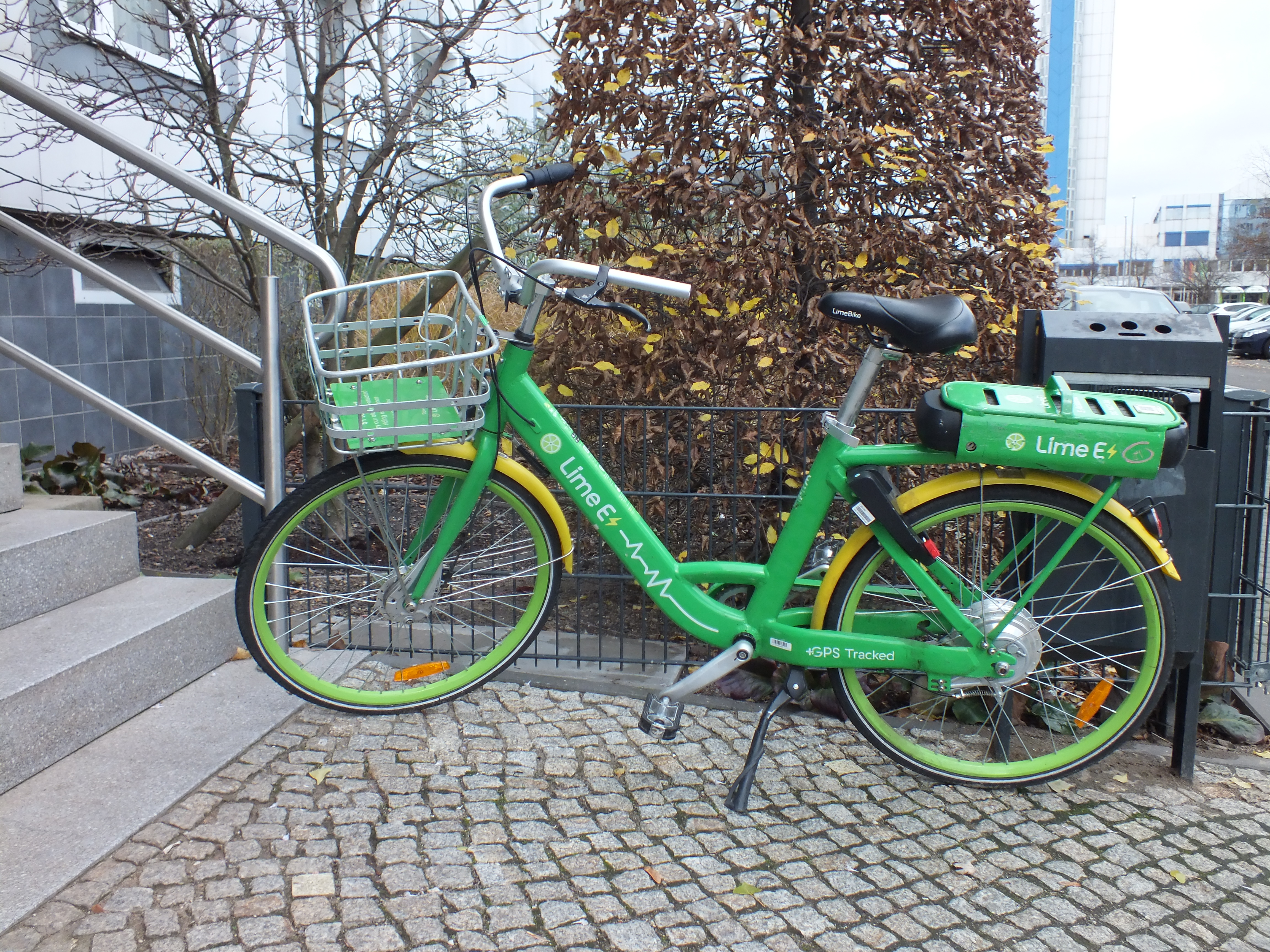
Lime E in Berlin-Lichtenberg

Lime (vormals LimeBike) ist ein US-amerikanischer Fahrrad- und Rollervermieter. Das Betreiberunternehmen, Neutron Holdings Inc., 2017 gegründet von Toby Sun und Brad Bao, hat sich auf mit Elektroantrieb unterstützten City-Fahrrädern und Elektrorollern spezialisiert. Lime bietet seine Dienste in vielen Städten der USA an, darüber hinaus hat Lime Ausleihmöglichkeiten in Kanada, Mexiko, Australien und Neuseeland, Singapur sowie in neun europäischen Ländern. In Deutschland verleiht die deutsche Tochter seit Frühjahr 2018 Fahrräder. Rund 35.000 Fahrzeuge sollen laut eigener Aussage im Einsatz sein (Stand vom Juli 2019).

## Beschreibung

### Überblick
Im Verleih befinden sich herkömmliche Fahrräder, seit Juni 2019 auch E-Tretroller und seit Mai 2020 E-Bikes. Alle Fahrzeuge sind stationslos und auf öffentlichem Verkehrsgrund abgestellt. Sie sind rund um die Uhr verfügbar, dürfen aber nur innerhalb eines limitierten Gebietes genutzt werden (in Berlin können die Räder auch bis nach Potsdam gefahren und dort abgestellt werden.)
Die Ausleihe aller Fahrzeuge ist auf 24 Stunden begrenzt. Alle eingesetzten Zweiräder werden über eine zuvor auf mobile Endgeräte heruntergeladene mobile App und mit einem Scan des QR-Codes entsperrt, der sich sowohl am Lenkkopf als auch auf dem Akkuträger über dem Hinterrad befindet. Der Standort der nächsterreichbaren freien Fahrzeuge wird auch über die App angezeigt. Zur weiteren und schnelleren Verbreitung hat Lime (allerdings vorerst nur in den USA, Seattle) auch eine Ausleihe ganz ohne Smartphone-App entwickelt – der potenzielle Nutzer besorgt sich zuvor in einem Büro von Lime eine Cashkarte, die er dort unmittelbar mit einem gewünschten Betrag aufladen kann. Die Fahrzeuge sind in grün und gelb lackiert, was entsprechend der Namensgebung und dem gewählten Firmenlogo einer Limette (engl.: lime) entspricht.
Nachdem sich die Google-Holdinggesellschaft Alphabet Inc. sowie Google Ventures mit rund 300 Millionen US-Dollar an dem Unternehmen beteiligten, stellt Google Maps in Stadtplänen verfügbare Roller und Räder in der Routenplanung dar. Es wird angezeigt, was eine Fahrt mit einem Roller kosten würde, wie weit er entfernt ist und wie viele es in der Nähe gibt.

### Fahrräder
Die Räder sind technisch einfach gestaltet, auf den Felgen befinden sich Vollgummireifen und sie besitzen keine mechanische Gangschaltung. Am vorderen Rahmenteil ist ein metallener Gepäckkorb für eine maximale Last von 6,8 kg montiert. Die Akkus sollen für eine Reichweite von 100 km ausgelegt sein, über ein Solarpanel können sie während der Stand- oder Nutzungszeit auch geladen werden. Leere Akkus werden durch Mitarbeiter der Firma getauscht.
Die Stiftung Warentest nahm im Mai 2019 eine Sicherheitsprüfung der Lime-Bike-Räder vor. Aufgrund einer unzureichenden Bremswirkung und des Fehlens eines vorgeschriebenen Sicherungsmechanismus für den Elektromotor der Räder erhielt Lime insgesamt die Note „mangelhaft“.

### E-Sitzräder

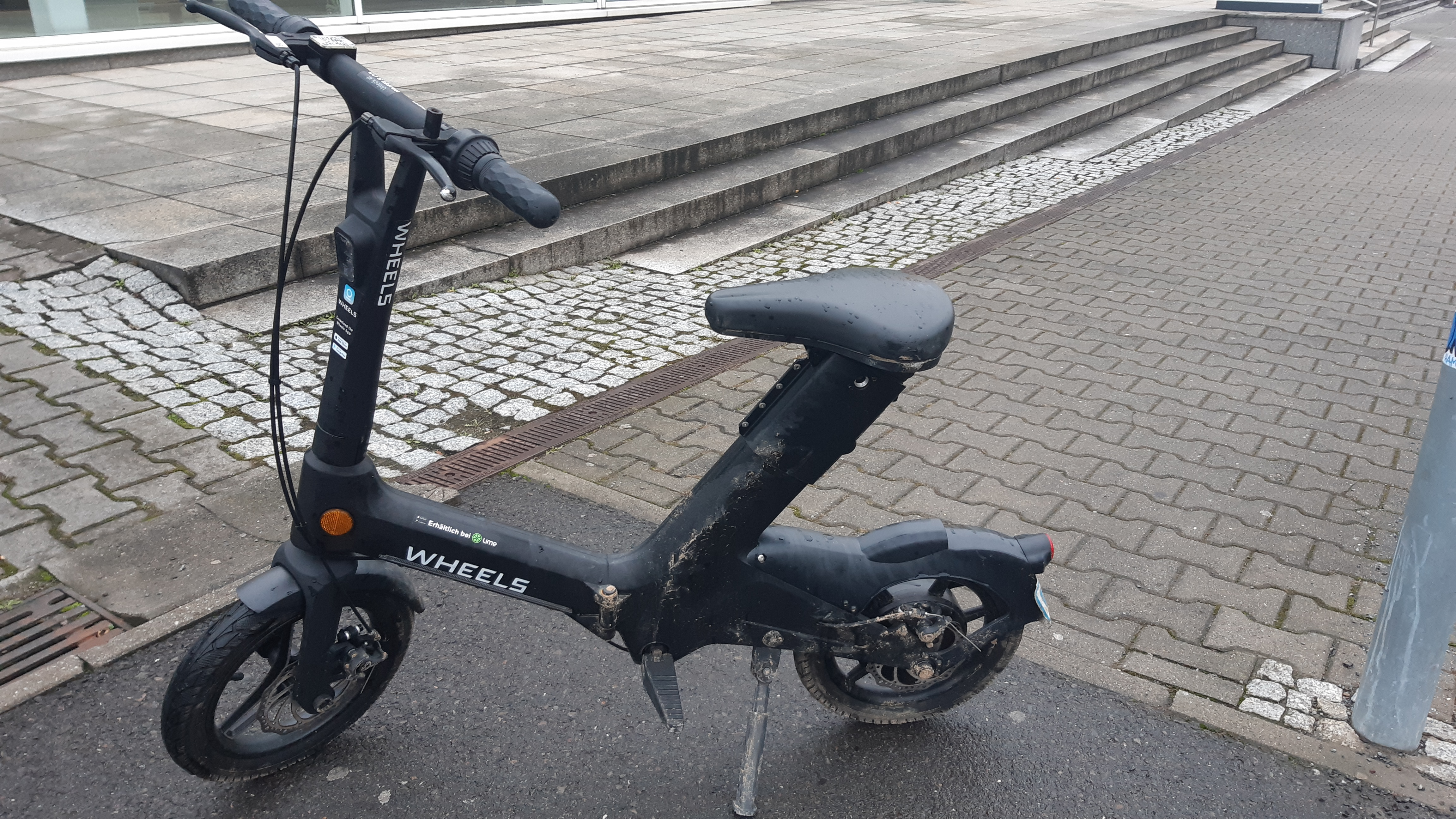
Wheels, gesehen und fotografiert im Jahr 2022 vor der Dynamo-Sporthalle am Sportforum Hohenschönhausen

Unter der Bezeichnung Wheels hat Lime unter anderem in Berlin handliche durch reine Elektromotoren angetriebene Zweiradfahrzeuge in das Verleihsystem genommen. Sie haben keine Tretkurbel, dafür höhenverstellbare Lenker und Sättel sowie zwei unabhängige Hand-Bremssysteme (Vorderrad, Hinterrad).

### E-Tretroller

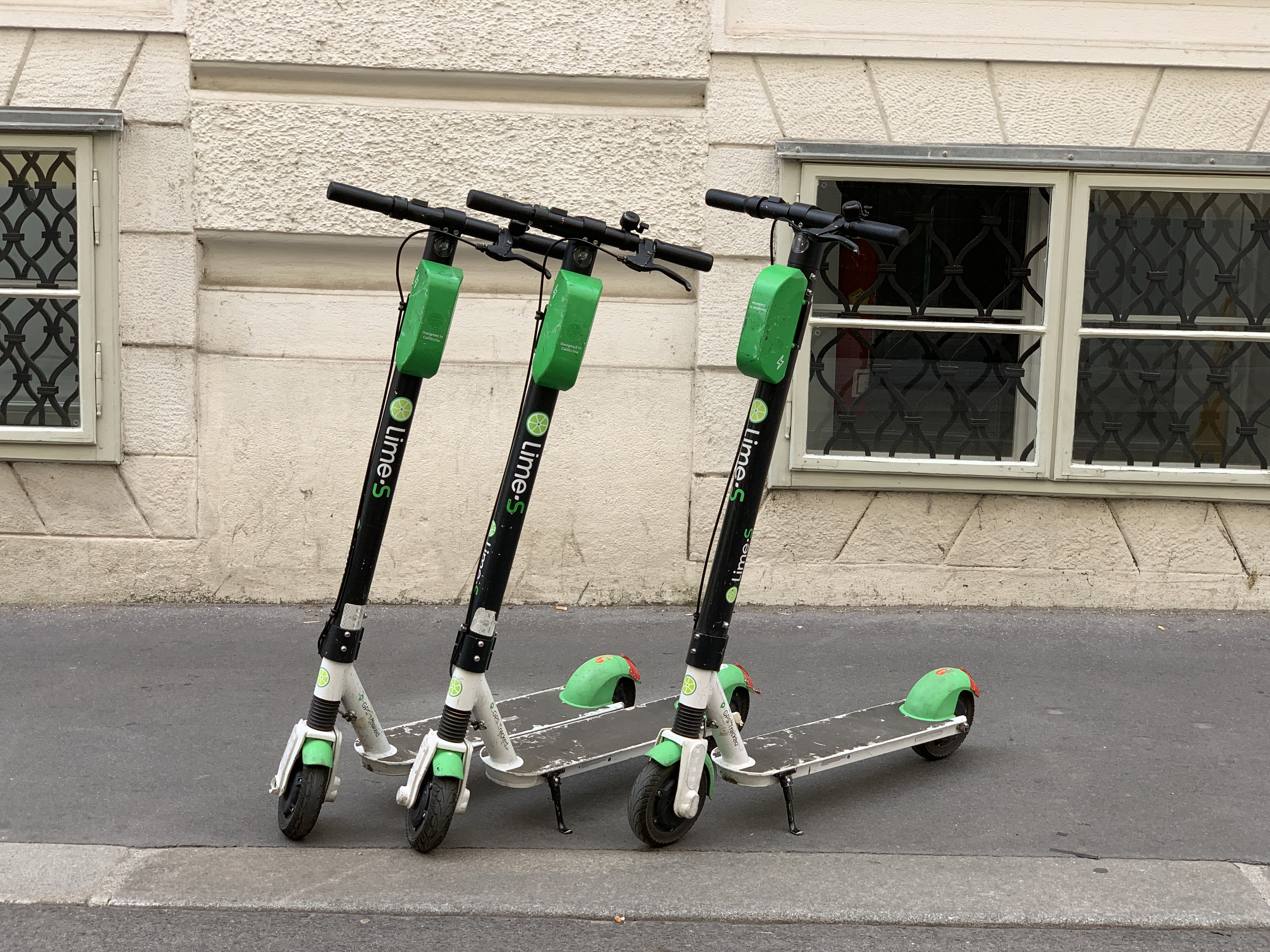
Elektroroller der zweiten Generation in Wien

Lime betreibt auch ein E-Scooter-Verleihsystem. Die ersten rund 1000 E-Tretroller (auch E-Scooter genannt) wurden im Juni 2019 auf die Berliner Straßen gebracht: Standorte befinden sich am Alexanderplatz, am Brandenburger Tor und am Checkpoint Charlie. Der Elektromotor kann auf bis zu 20 km/h beschleunigen, die Reichweite ist konkret angegeben, hängt aber auch vom Straßenzustand sowie Steigungen ab. Kosten entstehen für die Nutzer durch das Entsperren und die zeitliche Dauer der Ausleihe. Die E-Scooter werden jeweils ab 21 Uhr von sogenannten Juicern eingesammelt, aufgeladen und bis gegen 7 Uhr am Folgetag wieder in den Gebieten verteilt; die Juicer sind keine Mitarbeiter der Firma und werden pro Aufladung bezahlt. Nach Angaben der Gewerkschaft ver.di zahlt Lime für die Aufladung vier Euro pro Stück, der Juicer muss aber sämtliche anfallenden Kosten tragen, insbesondere für Transport und Ladestrom.

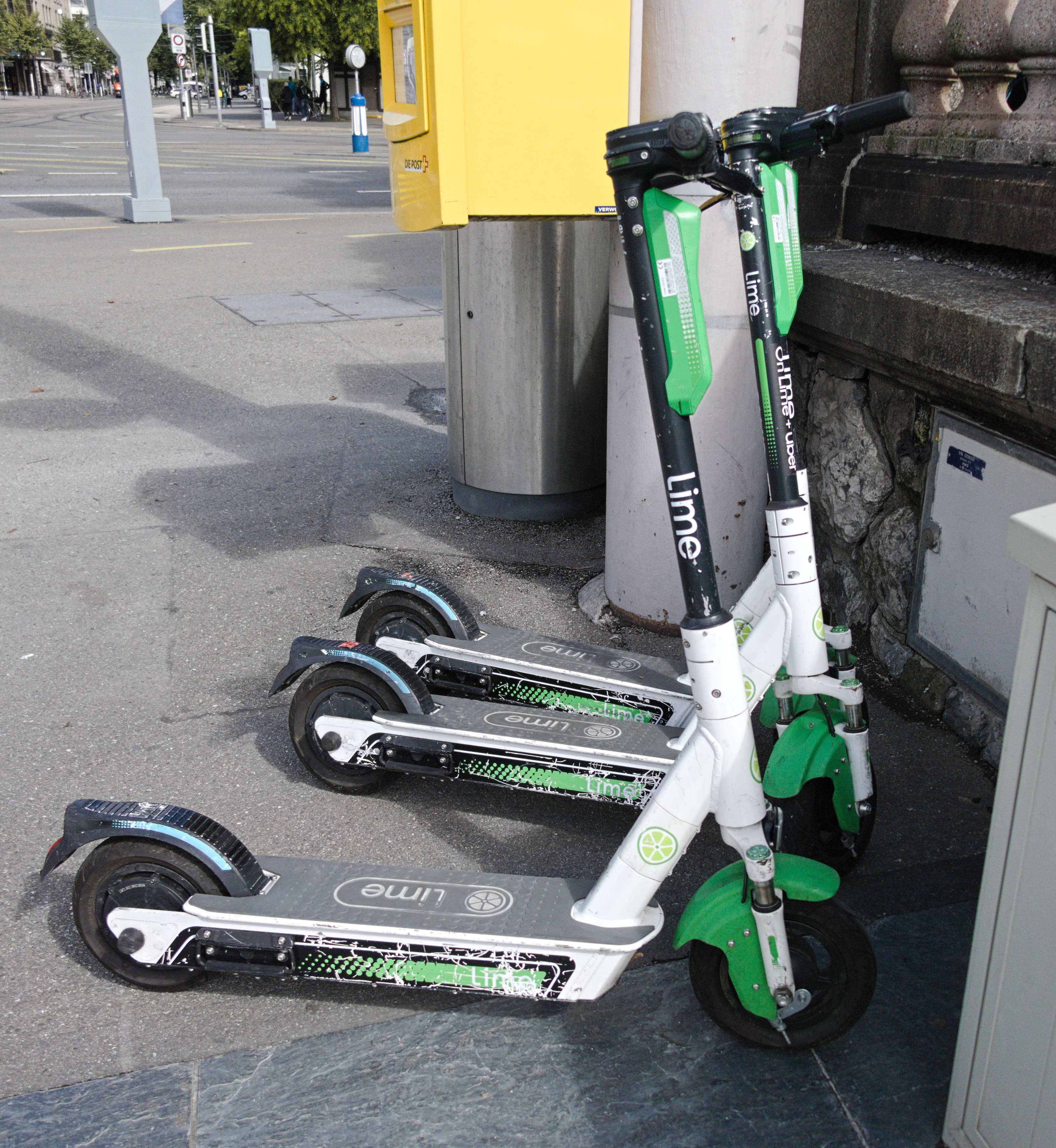
Drei Lime-E-Scooter aus der dritten Generation (Zürich)

Seit der Einführung gibt es unterschiedliche Generationen:
Die erste Generation (Lime-S) wurde ausschließlich in den USA eingeführt und war der erste Versuch von Lime, einen alltagstauglichen E-Scooter herzustellen. Erkennungsmerkmal ist die Platzierung der sog. Green Box, dort wo der GPS-Tracker sowie der Lautsprecher für den Diebstahlschutz verbaut sind: Diese ist nämlich knapp über dem Vorderreifen installiert worden. Das Vorderlicht ist separat oben im Lenker installiert. Markant für die Scooter der ersten Generation ist die Aufschrift „$1 TO START“ (engl. für $1 zum Entsperren) auf dem gummierten Fußtritt.
Die zweite Generation (Lime-S 2nd Gen) ist die überarbeitete Version des ersten Modells. Hierbei wurden kleine Änderungen vorgenommen, man erkennt die Scooter der zweiten Generation daran, dass sie die Green Box oben am Lenker installiert haben. Durch das Ersetzen der Fahrzeuge mit neuen Scootern aus der dritten Generation hat sich Lime entschlossen, Bestände der zweiten Generation als „Lime-S 2.5Gen“ an Privatpersonen zu verkaufen. Die Bedingung dabei ist ein Wohnsitz in den USA.
Die dritte Generation (Lime-S 3rd Gen) brachte dann bei der Vorstellung am 19. Oktober 2018 weitere Verbesserungen mit sich. Symbolisch für diese Generation ist die nach innen verlegte Kabelführung vom Lenker zum Steuerungsmodul. Außerdem kann man die dritte Generation an dem großen Fußtritt erkennen, denn dort befinden sich der Akku, der fast vollständig den Platz belegt, sowie das für elektronische Fortbewegungsmittel notwendige Steuerungsmodul. Mit dieser Generation wurde das Prinzip einer beidseitigen Frontfederung übernommen. Ebenso wurden erstmalig 10″-Räder anstatt der davor typischen 8″-Räder verwendet, um dem Rider einen besseren Komfort zu bieten. In Paris versuchte der Hersteller sich an austauschbaren Akkus, weshalb Lime dort ein Testprojekt mit modifizierten E-Scootern aus der dritten Generation startete. Diese E-Scooter bekamen ein leicht zugängliches Fach im Fußtritt, um einfacher an den darunter liegenden Akku zu kommen. Die E-Scooter aus diesem umfangreichen Testprojekt bekamen nach dem Kraftfahrt-Bundesamt (KBA) den Namen „Lime-S 3.2Gen“.
Die vierte Generation (Lime-S 4th Gen) ist die aktuellste Revision aus der Scooter-Serie. Diese wurde am 19. November 2020 vorgestellt. Hier hat Lime das Konzept des Scooters grundlegend überdacht und setzt als größtes neues Merkmal auf einen außen angebrachten, austauschbaren Akku. Dieser kann herausgenommen und separat geladen werden, sodass ein intensives Bewegen der Scooter für einen Ladevorgang nicht mehr notwendig ist. In der vierten Generation wurde das Display größer und der Lenker zum Fahrer etwas gebogen. Auffallend für die vierte Generation ist ebenfalls, dass durch die auswechselbare Batterie der Fußtritt leichter geworden ist, da der Platz darunter nicht mehr benötigt und der Schwerpunkt des Fahrzeuges dadurch in die Mitte verlagert wurde. Die vierte Generation besitzt außerdem doppelte Handbremsen sowie einen aufbockbaren Ständer, ähnlich zu einem Motorrad.
Alle Generationen setzen auf einen Hinterradantrieb, der Motor ist fest im Hinterrad verbaut. Im Oktober 2020 feierte Lime den Meilenstein von 100 Millionen Fahrten. Im Jahresrückblick 2022 spricht Lime von 250 Millionen Fahrten.

### Jump E-Bikes
Im Mai 2020 hat Lime die E-Bikes der Marke Jump von Uber übernommen.

### Standorte
Im deutschsprachigen Raum ist Lime in folgenden Städten präsent (Stand September 2020): Aachen, Augsburg, Basel, Berlin, Bonn, Bochum, Dortmund, Dresden, Duisburg, Düsseldorf, Essen, Elmshorn, Frankfurt a. M., Fürth, Göttingen, Hamburg, Hamm, Hannover, Heilbronn, Köln, Linz, Lübeck, Mainz, München, Münster, Nürnberg, Stuttgart, Wien, Wiesbaden und Zürich. Erlangen kam im Juni 2023 hinzu. Auch in Konstanz sind Lime E-Scooter in den zentralen Stadtteilen Paradies, Petershausen, Industriegebiet, Fürstenberg, Wollmatingen, Königsbau, Allmansdorf, Staad und Egg (Stand 2024) verfügbar. Die Grenze zur Schweiz in die direkt angrenzende Stadt Kreuzlingen darf damit jedoch nicht überquert werden. Zürich hatte wegen massiver Anfangsprobleme dem Unternehmen das Aufstellen von Rädern untersagt, dies jedoch im Jahr 2019 wieder aufgehoben.
Anfang 2020 stellte Lime sein Angebot in zwölf Städten ein: Atlanta, Bogotá, Buenos Aires, Lima, Linz, Montevideo, Phoenix, Puerto Vallarta, Rio de Janeiro, San Antonio, San Diego, São Paulo. Damit einher ging eine Reduzierung der Belegschaft um ein Siebtel. In der Schweiz gehört Lime zu den Gründungsmitgliedern des im Dezember 2021 auf Initiative der Mobilitätsakademie gegründeten Branchenverbands Swiss Alliance for Collaborative Mobility (kurz CHACOMO).

## Zwischenfälle
In der Schweiz wurden Anfang 2019 sämtliche E-Miniroller aus dem Verkehr gezogen; 500 Trottis waren zuvor in Basel und Zürich im Einsatz. Der Grund für die Aktion: wegen blockierender Vorderbremse infolge eines Software-Totalausfalls war es zu mehreren schweren Unfällen gekommen. Seit September 2019 ist Lime mit neuen Modellen, welche eine externe Sicherheitsprüfung bestanden haben, zurück in der Schweiz.